# Partit Demòcrata Cristià (Espanya)
Partit Demòcrata Cristià (PDC) fou un partit polític fundat el 1977 i dirigit per Fernando Álvarez de Miranda i José Almagro Nosete que va sorgir de la fusió del Partit Popular Demòcrata Cristià (PPDC), liderat per Alvárez de Miranda, i d'Unió Democràtica Espanyola. La seva ideologia era democristiana i centrista.
El 1977 es va apropar a les formacions de centre i es va presentar a les eleccions generals espanyoles de 1977 amb la Unió de Centre Democràtic, dins la qual es va dissoldre el 1978.